# MahaNakhon

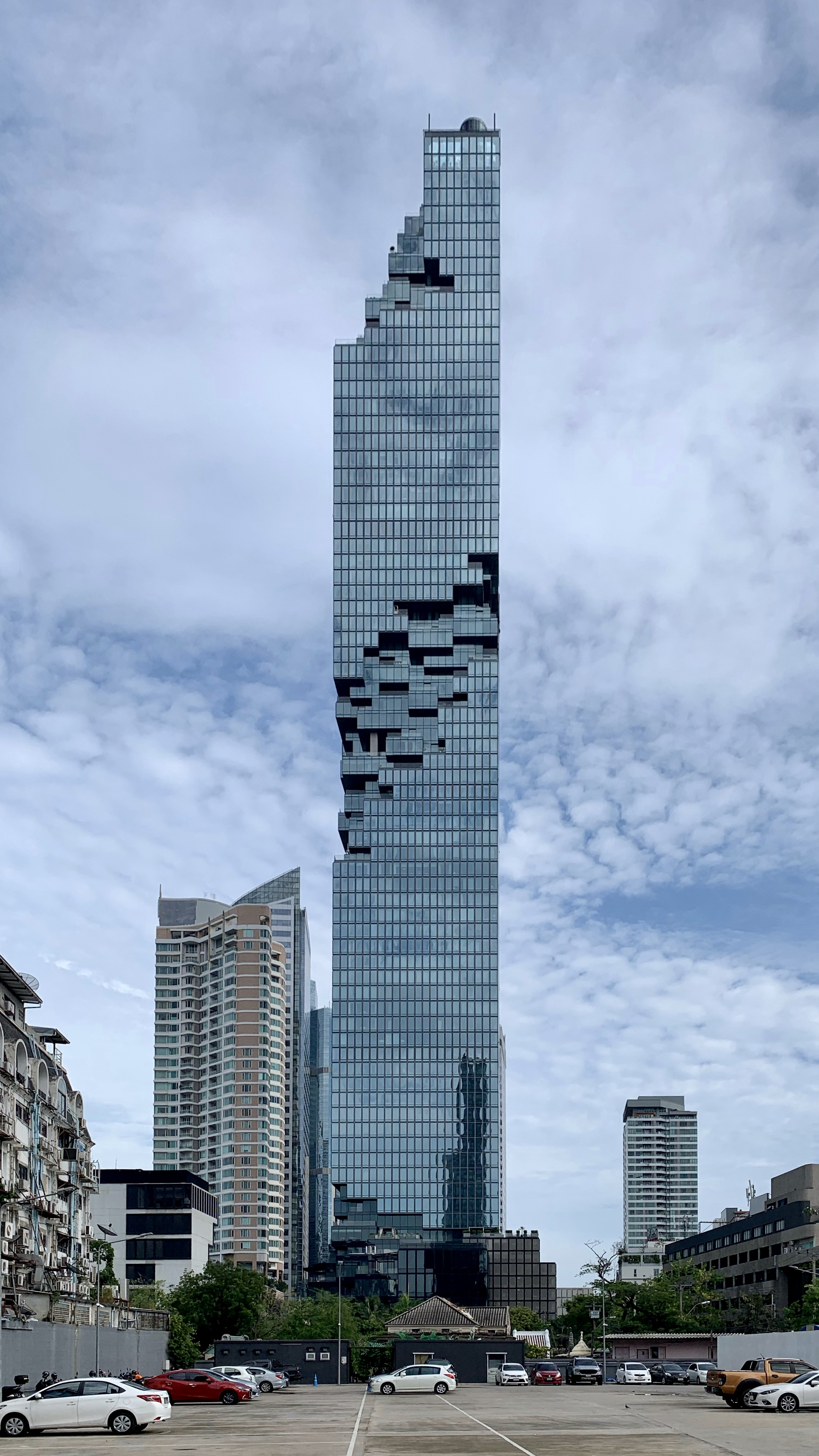
O King Power MahaNakhon.

O King Power MahaNakhon (em tailandês:  คิง เพาเวอร์ มหานคร), anteriormente conhecido como MahaNakhon (มหานคร), é um arranha-céu de uso misto no distrito comercial central de Silom/Sathon, em Bangcoc, Tailândia. Foi inaugurado em dezembro de 2016.
Ele apresenta a aparência não convencional de uma torre quadrada de um muro cortina feito de vidro com uma espiral de superfície cuboide cortada na lateral do edifício. Após a transferência das primeiras unidades residenciais em abril de 2016, com 314,2 metros e 77 andares, foi reconhecido como o edifício mais alto do país em 4 de maio de 2016 pelo Council on Tall Buildings and Urban Habitat (CTBUH). Com hotéis, comércio e residências, 200 unidades do The Ritz-Carlton Residences, custam entre 1,1 milhão e 17 milhões de dólares, tornando-se um dos condomínios mais caros da cidade.